# Code de la recherche
Lire en ligne

Texte sur Légifrance

En droit français, le code de la recherche est le code qui regroupe l'ensemble de dispositifs législatifs sur la recherche.

## Historique
Le code de la recherche a été créé par l'ordonnance n° 2004-545 du 11 juin 2004, qui fut elle-même ratifiée par l'article 78 de la loi n° 2004-1343 du 9 décembre 2004 de simplification du droit. La création de ce code a été permise par l'adoption de la Loi n° 2003-591 du 2 juillet 2003 habilitant le Gouvernement à simplifier le droit qui habilite le gouvernement à créer un code de la recherche. La ministre déléguée à la recherche, Claudie Haigneré, présente l'ordonnance de publication de la partie législative du code de la recherche en conseil des ministres le 7 juin 2004. Cette codification a été réalisée à droit constant, c'est-à-dire qu'elle se borne à compiler l'ensemble des dispositions relatives à la recherche qui étaient jusqu'alors dispersées.
En 2013, l’article 124 de la Loi relative à l'enseignement supérieur et à la recherche habilite le gouvernement à modifier le code de la recherche. La ministre de l’enseignement supérieur et de la recherche Geneviève Fioraso présente une ordonnance de modification au conseil des ministres du 14 février 2014. L'ordonnance n° 2014-135 du 17 février 2014 ajoute un livre V au code de la recherche qui concerne la valorisation des résultats de la recherche et la question des transferts de technologie en direction du monde économique et de la société civile. Ce livre introduit plusieurs modifications au droit de la propriété intellectuelle dans une optique de simplification du droit.

## Contenu
Les livres sont découpés en titres et chapitres.
- Livre Ier : l'organisation générale de la recherche et du développement technologique[6]
- Livre II : l'exercice des activités de recherche[7]
- Livre III : les établissements et organismes de recherche[8]
- Livre IV : les personnels de la recherche[9]
- Livre V : la valorisation des résultats de la recherche et au transfert de technologie en direction du monde économique et de la société civile, ainsi que des associations et fondations reconnues d’utilité publique (crée en 2014)

## Parties prenantes
- État
- Régions